# 10718 Самусь
10718 Самусь (10718 Samusʹ) — астероїд головного поясу, відкритий 23 серпня 1985 року.
Тіссеранів параметр щодо Юпітера — 3,257.
Названий на честь Самуся Миколи Миколайовича - російського астронома, доктора фізико-математичних наук.